# Кэрролл, Шон Брендан
Шон Брендан Кэрролл (англ. Sean Brendan Carroll; род. 17 сентября 1960, Толидо, Огайо) — американский эволюционный биолог, видный специалист по эволюционной биологии развития. Эмерит-профессор генетики и молекулярной биологии Висконсинского университета в Мадисоне, вице-президент Howard Hughes Medical Institute, член Национальной АН США (2007) и Американского философского общества (2017). Отмечен медалью Бенджамина Франклина (2012).
В июне 2018 года занял кафедру биологии Мэрилендского университета, став первым в именной должности Andrew and Mary Balo and Nicholas and Susan Simon Endowed Chair, ныне также заслуженный Университетский профессор.

## Биография
Окончил Университет Вашингтона в Сент-Луисе (1979), где всего за два года получил степень бакалавра биологии. Степень доктора философии по иммунологии получил в 1983 году в медицинской школе Университета Тафтса. Являлся постдоком в Колорадском университете в Боулдере. С 1980-х преподаватель Висконсинского университета в Мадисоне, ныне именной профессор (Allan Wilson Professor) молекулярной биологии, генетики и медицинской генетики. С 1990 года также исследователь Howard Hughes Medical Institute, а с 2010 года его вице-президент по научному образованию.
C 2014 года член попечительского совета Society for Science & the Public.
Учёный часто выступает в СМИ.
В 1994 году журнал «Тайм» назвал его одним из самых перспективных лидеров Америки в возрасте до 40 лет.
Член Американской академии искусств и наук.
Феллоу Американской ассоциации содействия развитию науки.
Ассоциированный член EMBO.
Женат, двое сыновей. Супруга работает в его лаборатории.
Автор более ста научных работ, в частности в Nature, Science, PNAS.

## Отличия
- A.O. Kovalevsky Medal[англ.] (2008)
- Медаль Бенджамина Франклина (2012)
- Lewis Thomas Prize[англ.] (2016)[21]
- Presidential Young Investigator Award[англ.]
- Shaw Scientist Award, Milwaukee Foundation
- Stephen Jay Gould Prize, Society for the Study of Evolution[англ.]
- Viktor Hamburger Outstanding Educator Award, Society for Developmental Biology[англ.]
- Distinguished Service Award, National Association of Biology Teachers[англ.]

Почётный доктор науки Миннесотского университета (2009) и Университета Тафтса (2017).

## Книги
- «Бесконечное число самых прекрасных форм. Новая наука эво-дево и эволюция царства животных» (2005, W.W. Norton)
- «Приспособиться и выжить! ДНК как летопись эволюции» (2006, W.W. Norton) — удостоена 2007 Phi Beta Kappa Science Book Award[20]
- «Remarkable Creatures: Epic Adventures in the Search for the Origin of Species» (Houghton Mifflin Harcourt, 2009) — финалист 2009 National Book Award[21]
- «Brave Genius: A Scientist, a Philosopher, and Their Daring Adventures from the French Resistance to the Nobel Prize» (2013)
- «The Serengeti Rules: The Quest to Discover How Life Works and Why It Matters» (Princeton University Press, 2016)[21]